# 干煸藕丝

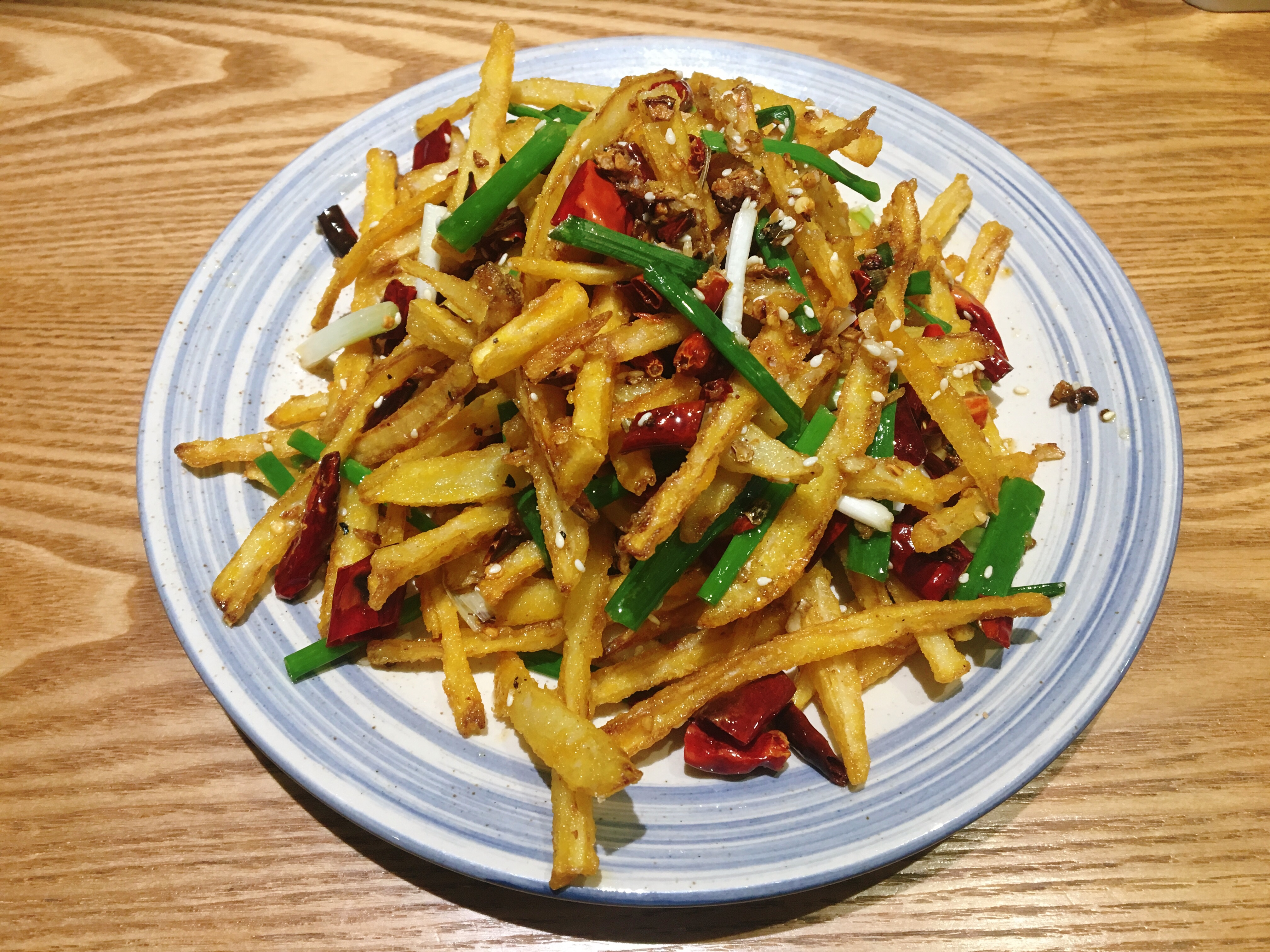
乾煸藕絲

干煸藕丝是一道以莲藕为主要原料的武漢家常菜品。

## 歷史
2007年出版的《民間創新菜》中有一道名为「芝麻藕絲」的重庆家常菜，书中的记载与如今湖北菜中干煸藕丝的原料、制法基本完全一致。
2023年11月21日，武汉餐饮业协会举办首届“荆楚地标美食”评选，干煸藕丝作为特色菜参加了评选。

## 特點
此菜主料为莲藕，常見辅料有淀粉、糖、鸡蛋、红椒丝、花椒、芝麻。干煸藕丝分粗、细两个版本，极细版的干煸藕丝由于其外观形态，被称为藕蟹。